# 納韋爾瓦皮國家公園

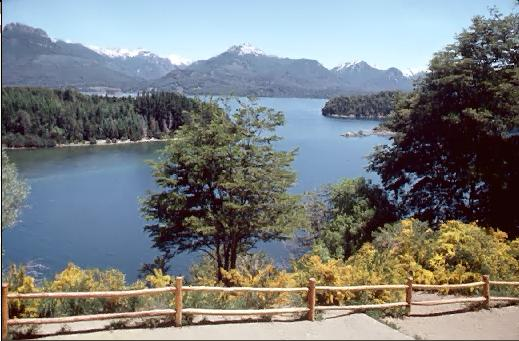

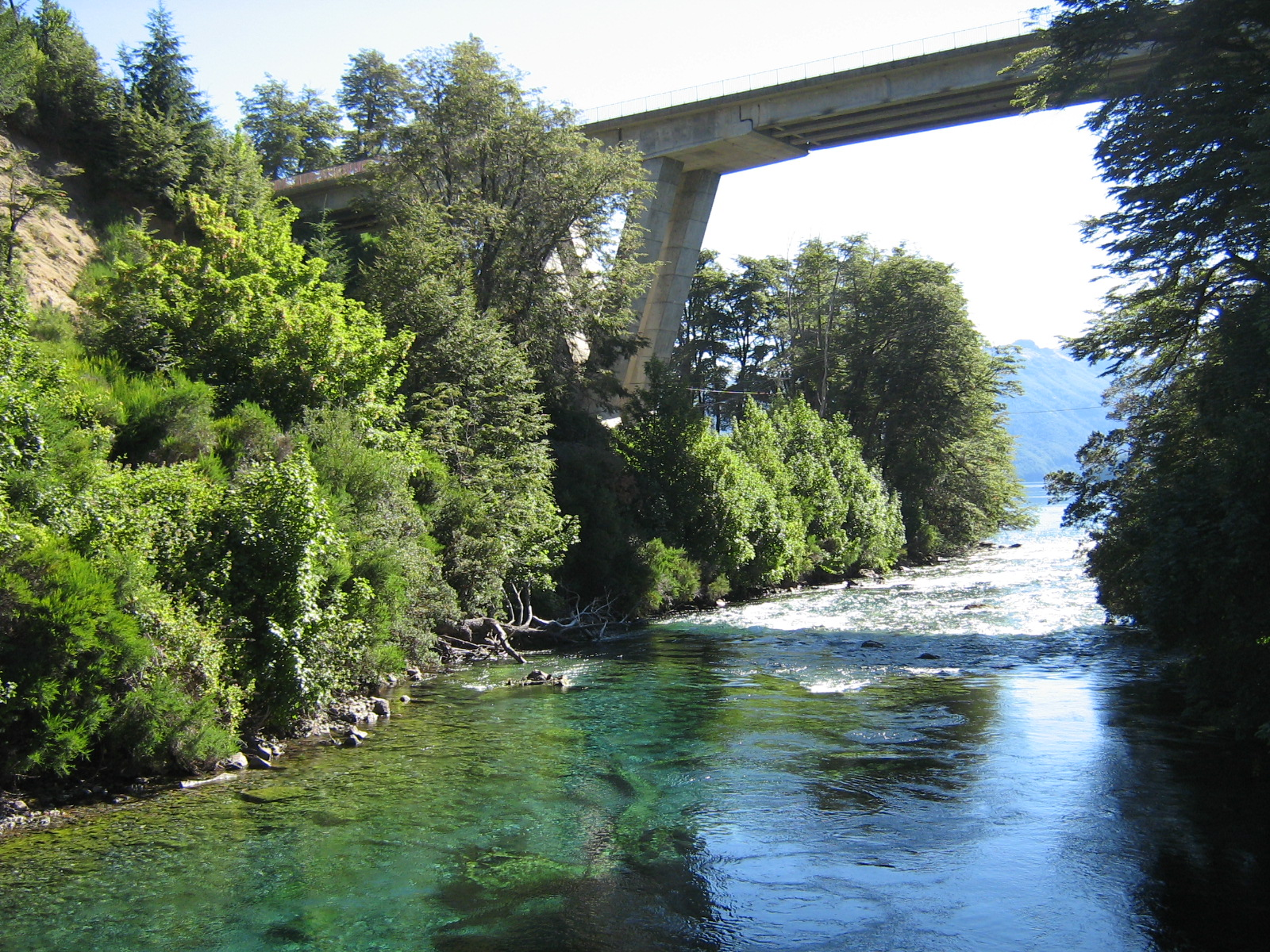

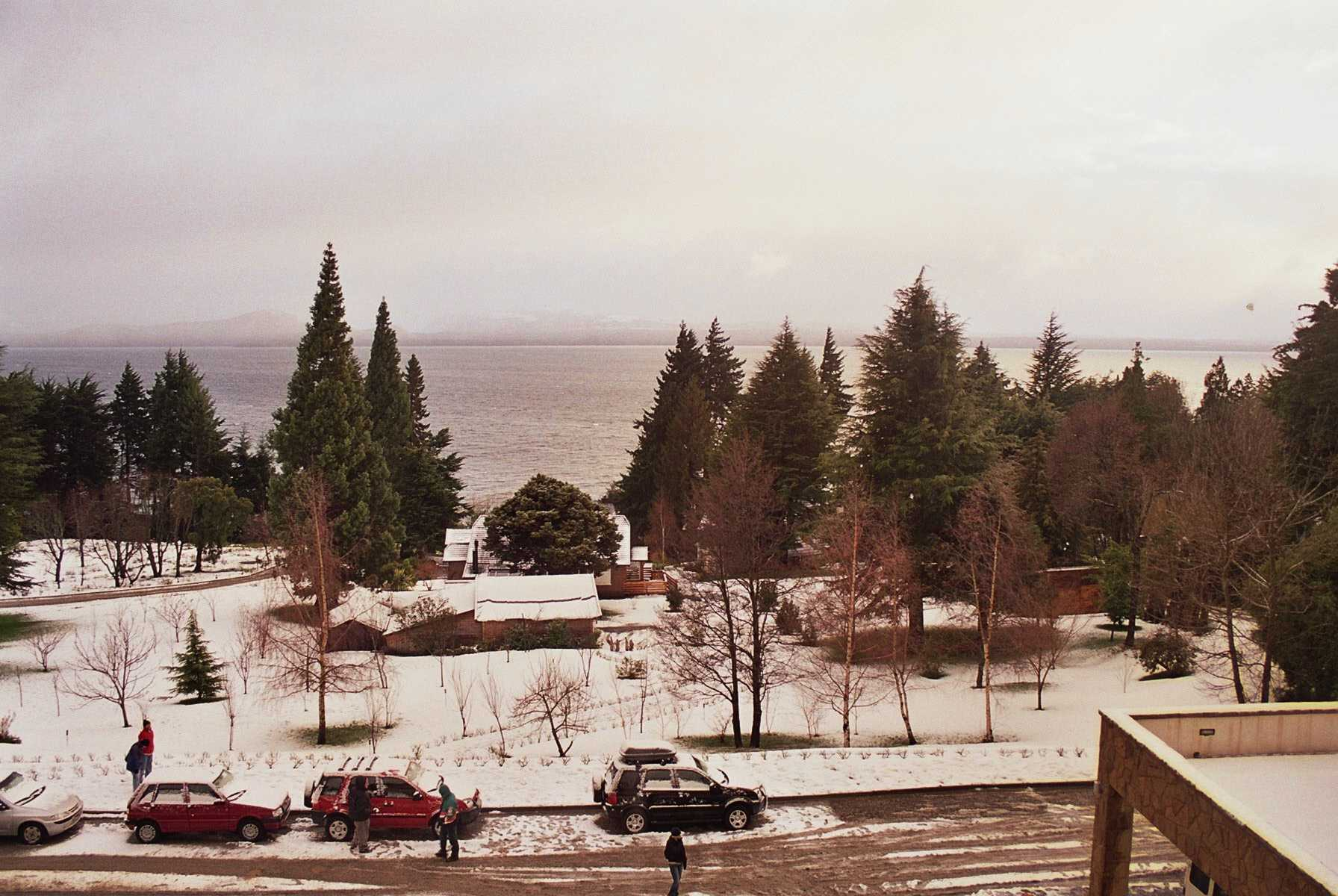

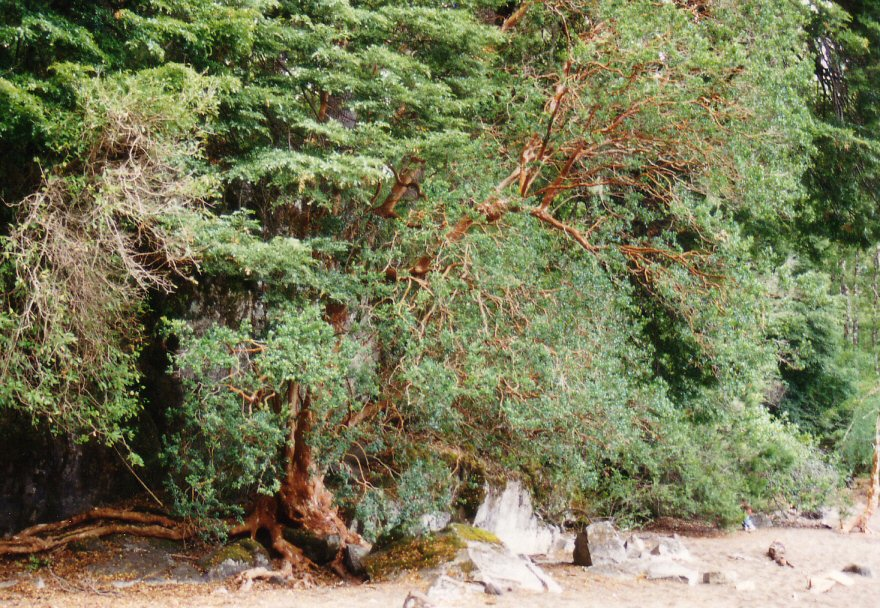

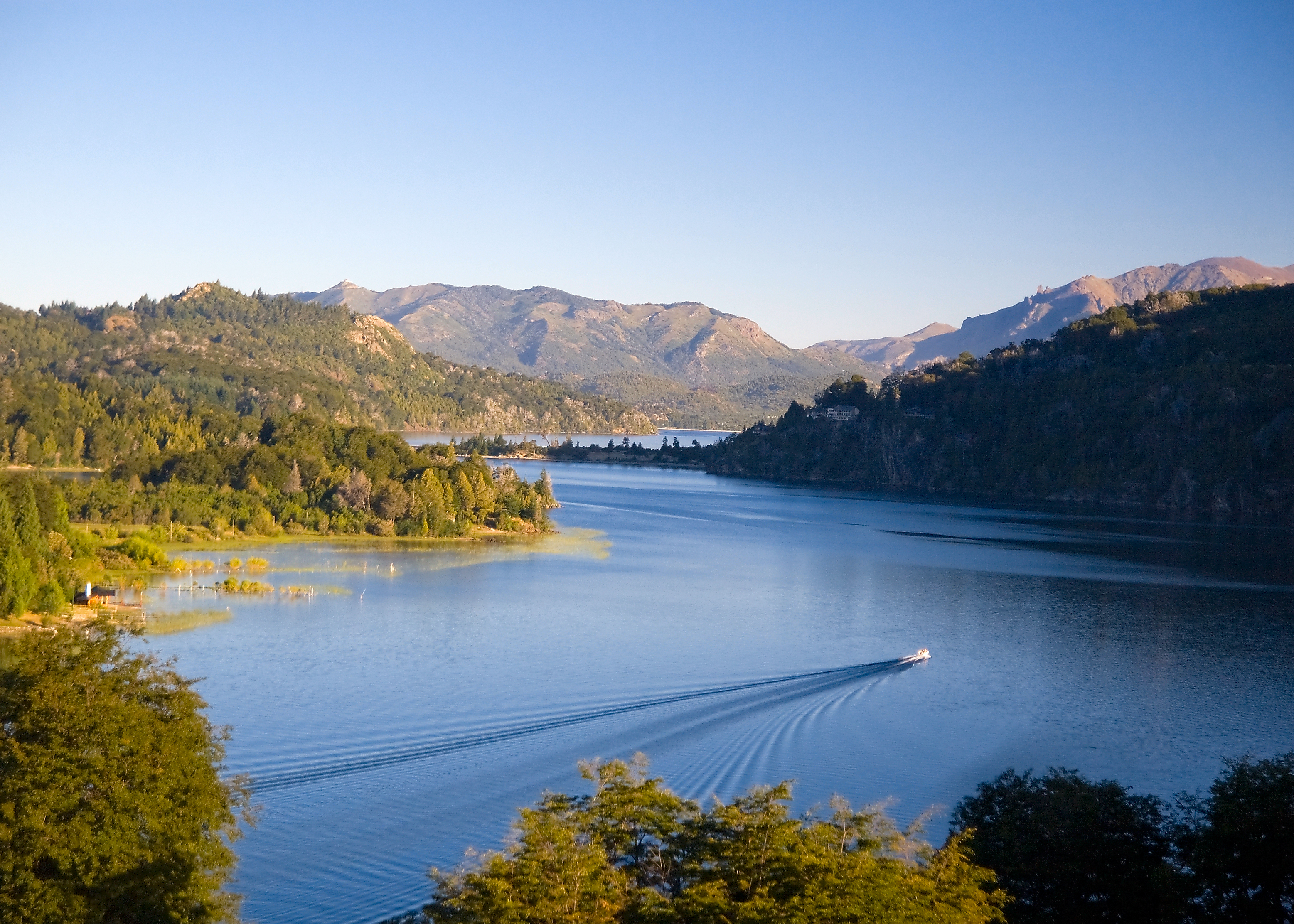

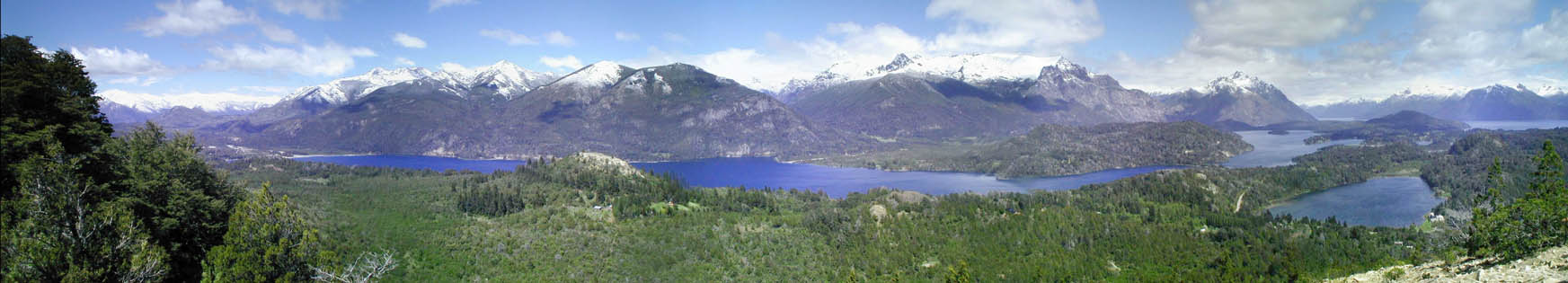

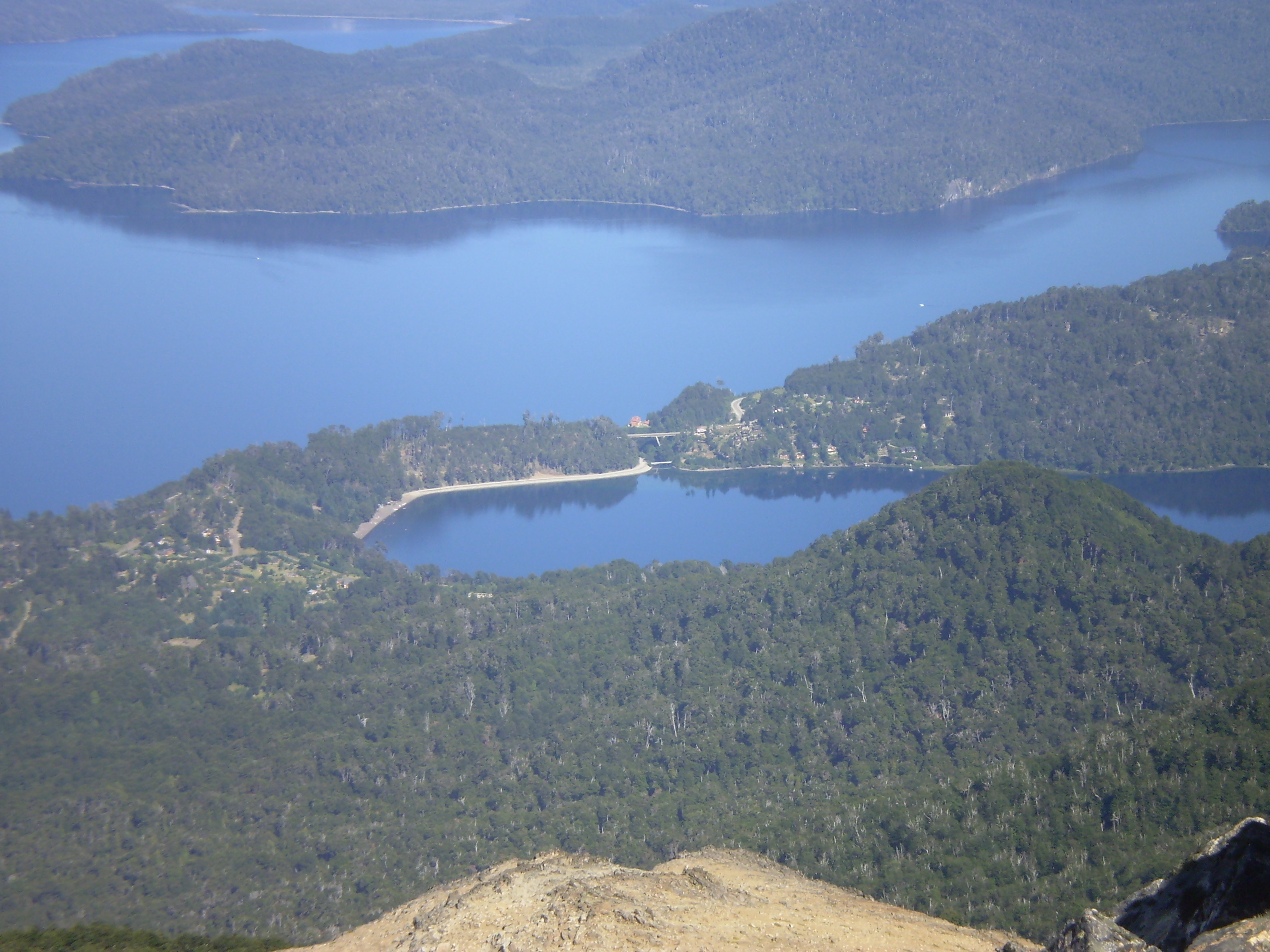

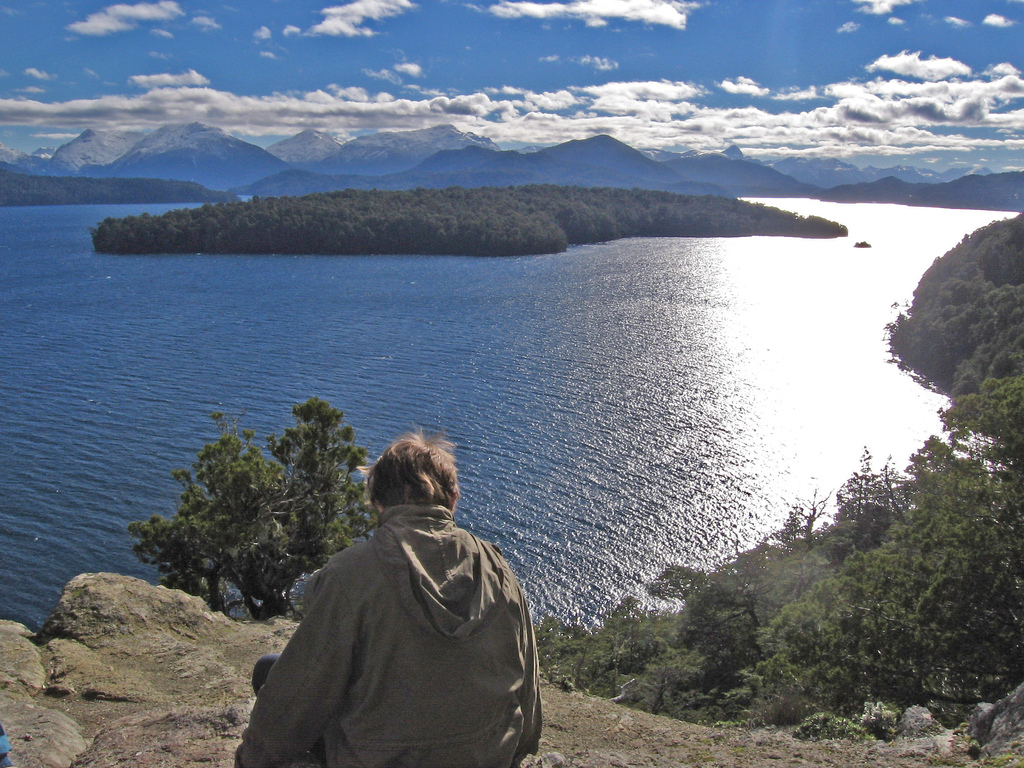

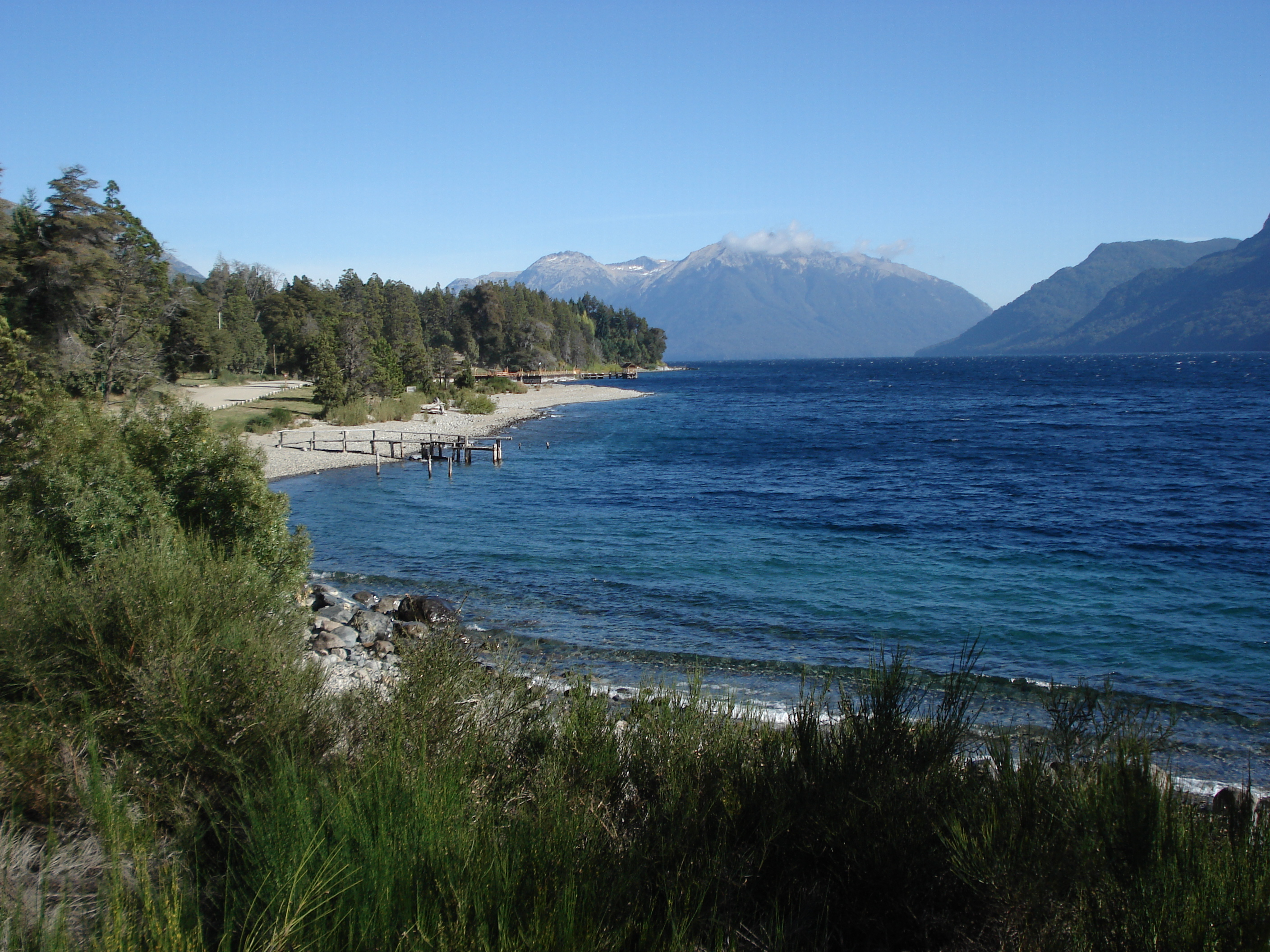

納韋爾瓦皮國家公園（西班牙語：parque nacional Nahuel Huapi）是阿根廷的國家公園，位於該國中部，由內格羅河省和內烏肯省負責管轄，面積7,050平方公里，成立於1934年9月29日。

## 外部連結
- Nahuel Huapi National Park official page (spanish) （页面存档备份，存于）